# Journal of Ayurveda and Integrative Medicine
Journal of Ayurveda and Integrative Medicine é uma revista de acesso aberto, que publica artigos sobre o tema da Ayurveda, medicina integrativa, biomedicina, farmacêuticos, medicamentos, farmacologia, terapêutica experimental e tradicional, pesquisa clínica médica, fitoterapia, yoga, homeopatia, e outras complementares.